# VEE方程式

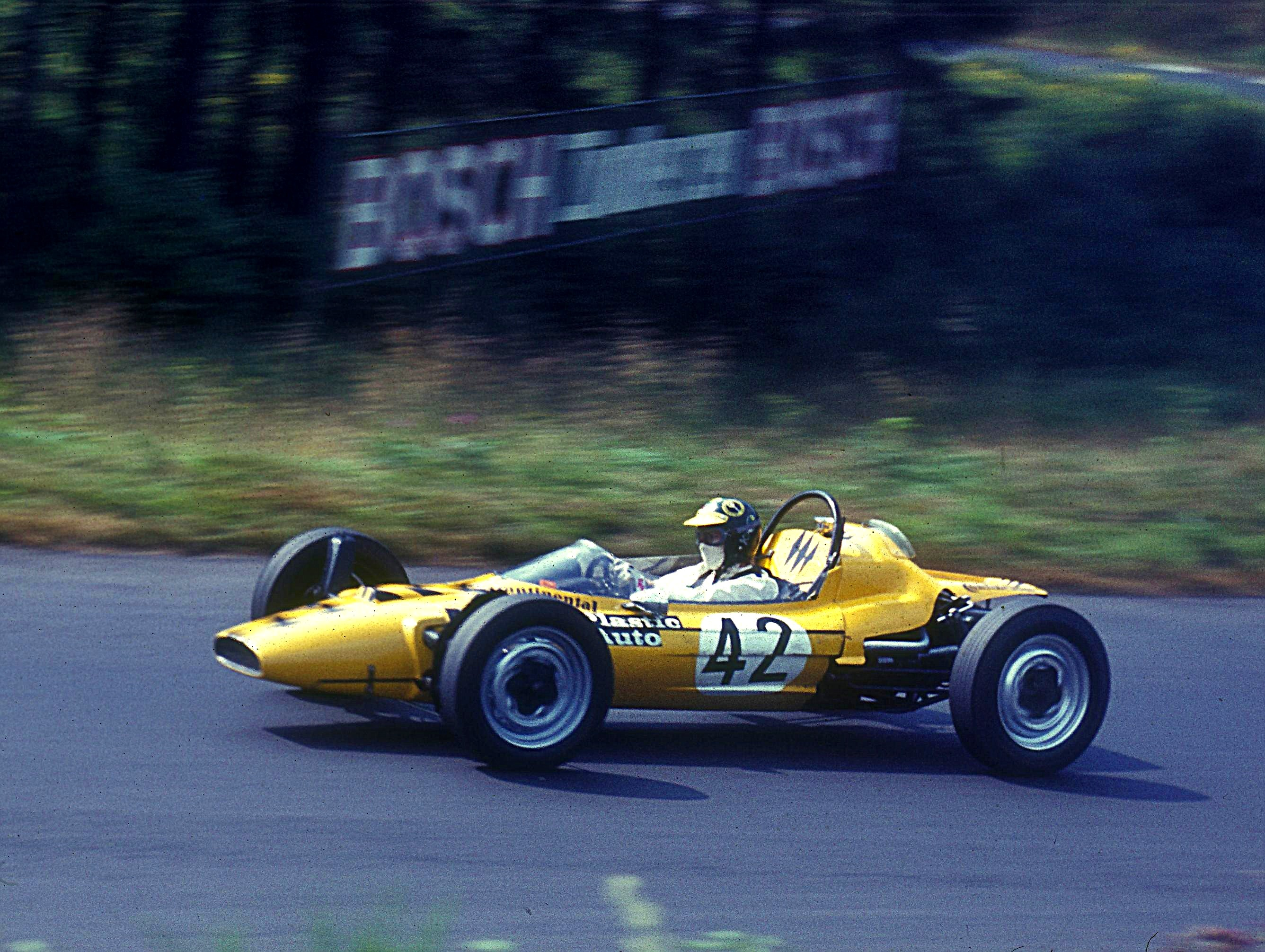
1969年纽博格林赛道奥林匹克Vee方程式进行中

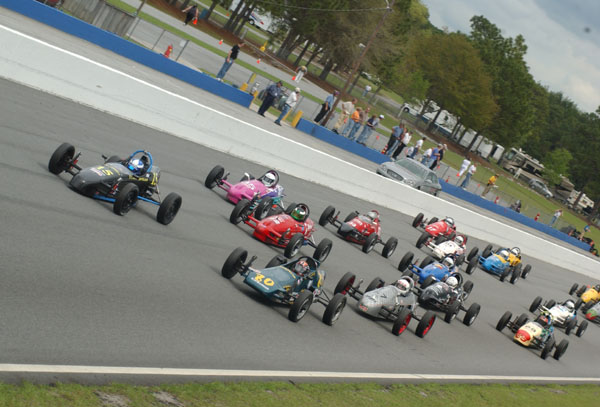
2008年在罗布林公路赛道进行的第45届诞生日派对表演赛

Vee方程式 （Formula Fau Vee巴西/德国）或称大众方程式（Formula Volkswagen）是一项欧美赛车运动，是比较初级的方程式竞赛，主要由价格相对低廉的開輪式賽車进行竞速比赛。
许多知名F1赛车手，如尼基·劳达的职业生涯早期，都会参与Vee方程式的比赛。 